# Lisa's Date with Density
Lisa's Date with Density, titulado La cita de Lisa con lo espeso en España y El soso romance de Lisa en Hispanoamérica, es el séptimo episodio de la octava temporada de la serie de animación Los Simpson, estrenado originalmente el 15 de diciembre de 1996. Fue escrito por Mike Scully y dirigido por Susie Dietter. En este episodio, Lisa se enamora de Nelson Muntz, lo cual lleva a que comiencen a salir juntos. Mientras, Homer utiliza un autollamador para realizar un fraude telefónico, molestando a todos los habitantes de Springfield.

## Sinopsis
En la Escuela Primaria de Springfield, el superintendente Chalmers visita al director Skinner para mostrarle su nuevo coche, un Honda Accord de 1979. Sin embargo, se lleva un gran disgusto cuando descubre que la insignia del coche ha sido robada. Skinner ordena registrar los casilleros de todos los alumnos, y así se descubre que el culpable es Nelson Muntz. Como castigo, Nelson es obligado a devolver todos los objetos que ha robado y a ayudar a Willie en sus tareas en los jardines de la escuela. 
Durante la clase de música, el Sr. Largo ve que Lisa está distraída observando a Nelson, por lo que la castiga. Después de clase, Lisa sigue observando a Nelson, y termina enamorándose de él por su rebeldía. 
Lisa trata de hacerle saber a Nelson lo que siente por él, pidiéndole a Milhouse que le pase una nota de amor en clase. Sin embargo, Nelson piensa que Milhouse es el autor de la nota y lo golpea hasta dejarlo inconsciente. Más tarde, Lisa admite que ella escribió la nota y, aunque al principio Nelson parece indiferente, comienza a visitarla en su casa y también deja que Lisa vaya a la suya.
Lisa cree haber conseguido volver a Nelson una persona dulce y sensible, en lugar del rebelde que era, y para eso le da ropa y peinado nuevos. Más tarde, durante una cita en el Observatorio de Springfield, ambos se besan. Sin embargo, la influencia de los amigos de Nelson (Jimbo, Kearney y Dolph) hace que vuelva a ser el de siempre y les acompañe a atacar la casa de Skinner arrojando ensalada de col podrida a sus ventanas. Skinner llama a la policía y los chicos se separan y escapan. Nelson se refugia en casa de Lisa, diciéndole que es inocente. Lisa le cree, pero más tarde, en un descuido, Nelson revela la verdad. Lisa se da cuenta de que Nelson nunca cambiará, por lo que decide terminar con la relación. De vuelta a casa se encuentra con Milhouse, que se alegra de saber que Lisa y Nelson ya no están juntos. 
Mientras todo esto ocurría, Homer es testigo del arresto de un estafador y se apropia de un autollamador que había sido arrojado a la basura. Homer lo utiliza para llevar a cabo un fraude telefónico, programándolo para que llame uno a uno a todos los teléfonos de la ciudad y reproduzca un mensaje grabado en el que pide que le envíen dinero. Con sus llamadas, Homer molesta a toda la ciudad, hasta que acaba siendo atrapado por el jefe Wiggum. Finalmente, es condenado a enviar un mensaje de disculpa a todas las personas a las que ha molestado, pero al mismo tiempo aprovecha para pedir que le envíen más dinero.

## Producción
La idea de que Lisa saliera con Nelson había sido pensada desde hacía un tiempo, y se habían planeado muchas versiones distintas para hacer la historia. Los guionistas querían hacer una historia "tonta" de Homer para equilibrar el episodio, y la idea del fraude telefónico también había circulado antes. Para la época de la realización del episodio, se habían comenzado a escribir historias enfocadas en personajes secundarios. Este fue el primer episodio cuyo protagonista es Nelson, y fue hecho en parte para explicar por qué Nelson actúa de la forma en que lo hace. Las hijas de Mike Scully colaboraron para escribir la letra de la canción de Nelson. La escena en la cual Milhouse le pasa a Nelson la nota que había escrito Lisa fue escrita por Bill Oakley, y la frase de "No puede oírte, tiene los oídos cubiertos de gasa" la ideó George Meyer. Hubo una discusión sobre cómo hacer que Milhouse pareciera lastimado pero no demasiado grave, por lo que se decidió que una gota de sangre saliendo de su nariz era suficiente. Lisa menciona que a Milhouse le gusta poner vaselina en las tostadas, lo cual está basado en un niño que era compañero de escuela de Josh Weinstein y que todos los días subía al autobús con una tostada cubierta con vaselina.